# Ceccardo de Luni
Ceccardo de Luni (800 – Luni, Itália, 860) foi Bispo da cidade de Luni. É venerado como mártir e santo pela Igreja Católica, que celebra sua festa litúrgica oficial em 16 de junho.